# 不来梅艺术馆
不来梅艺术馆（Kunsthalle Bremen）是德国不来梅的一个艺术博物馆，位于靠近不来梅老城的“文化区”（德語： "Culture Mile"）。它建于1849年，1902年由建筑师爱德华·吉尔德迈斯特扩建，此后又扩建了几次，最主要的是在2011年。自1977年以来，该建筑已被列入德国建筑遗产名录的“文化遗产”（Kulturdenkmal）。

## 历史
该博物馆收藏14世纪至今的欧洲绘画、16世纪到21世纪的雕塑以及新媒体收藏。其亮点包括19世纪和20世纪的法国和德国绘画，包括克勞德·莫奈、愛德華·馬奈和保罗·塞尚的重要作品，以及洛维斯·科林斯（Lovis Corinth）、马克思·利伯曼、马克斯·贝克曼和保拉·莫德索恩-贝克尔的主要作品。新媒体部分的特色作品出自約翰·凱吉、奥托·皮纳、彼得·坎普斯、奥拉富尔·埃利亚松（Olafur Eliasson）和白南准。印刷和绘图部拥有从15世纪到20世纪的22万件作品，是欧洲最大的同类收藏之一
不来梅艺术馆由非营利的不来梅艺术协会（德語：Kunstverein Bremen）管理，使其成为德国唯一一家拥有14世纪至21世纪艺术收藏，而目前仍由私人所有的的博物馆。

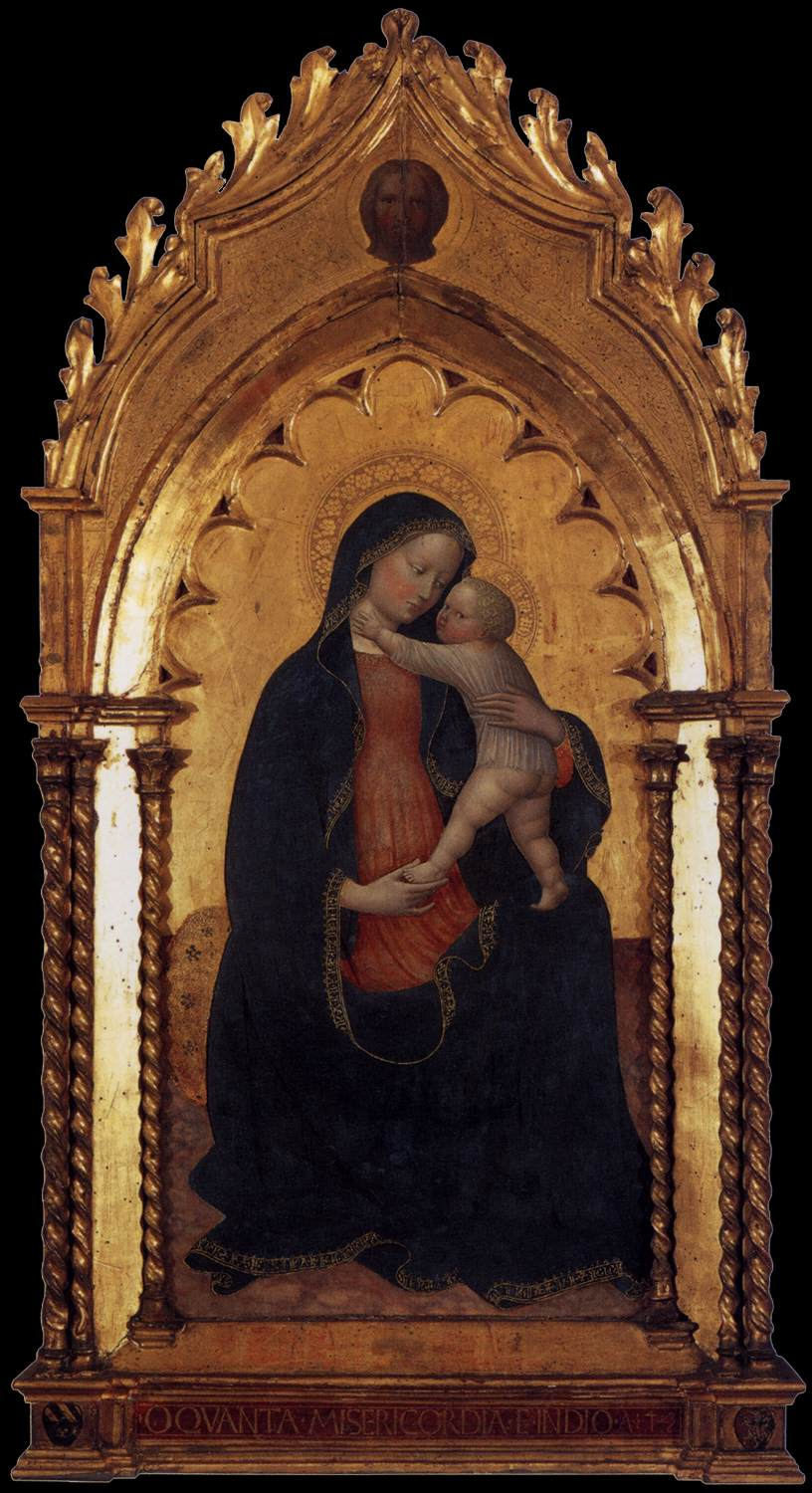
圣母子（1423），马索利诺
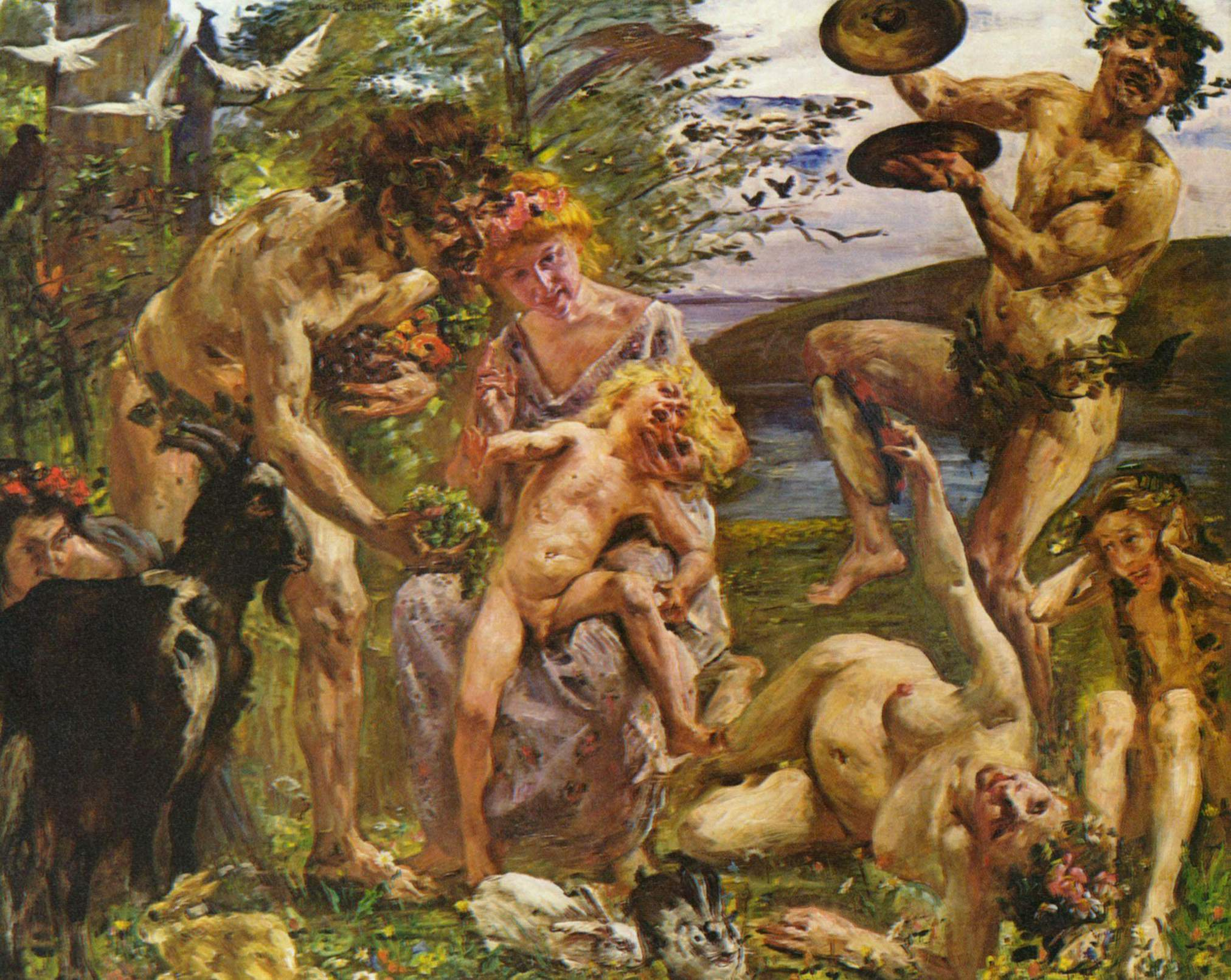
宙斯的青春（1905），洛维斯·科林斯
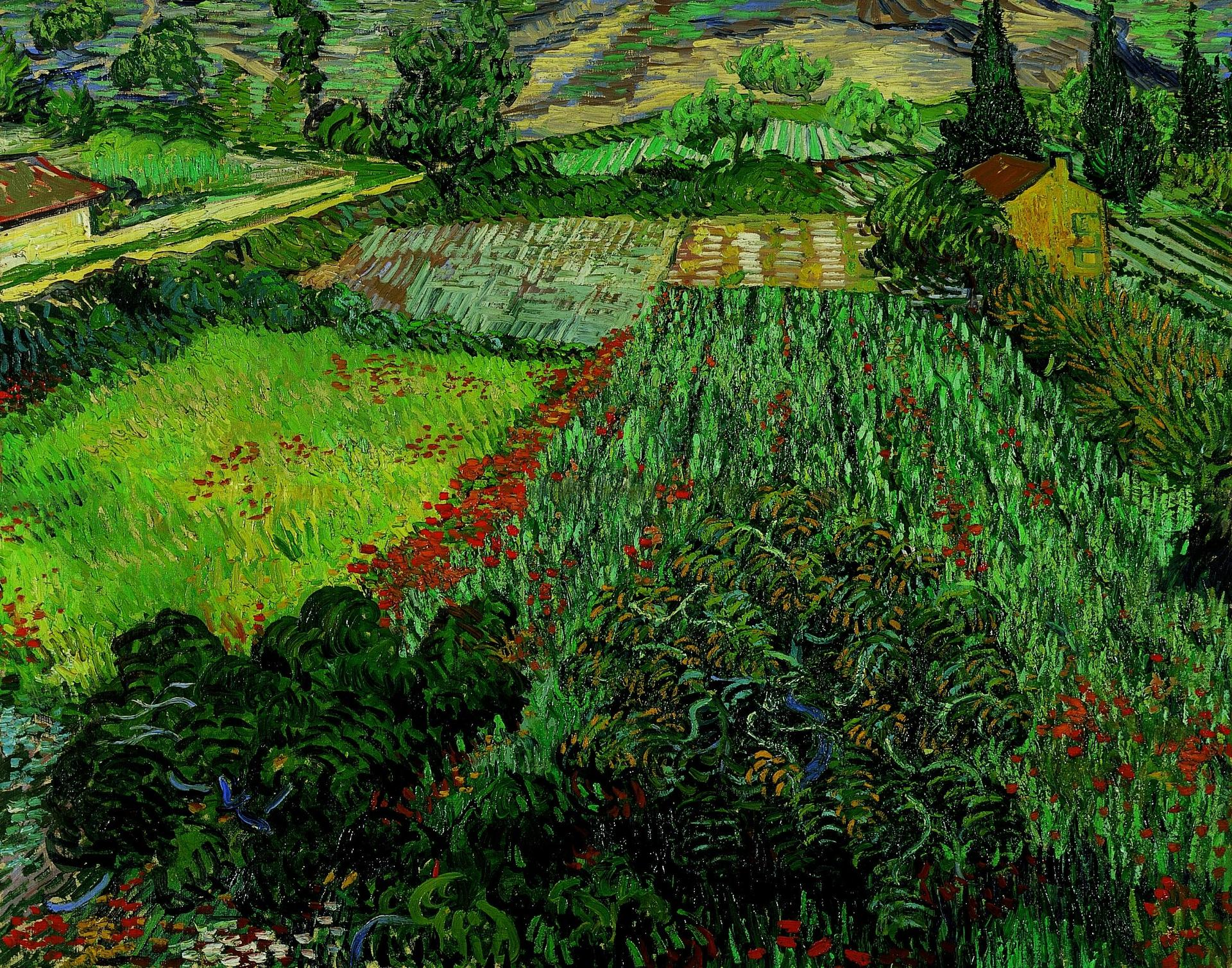
罂粟花田，文森特·梵高
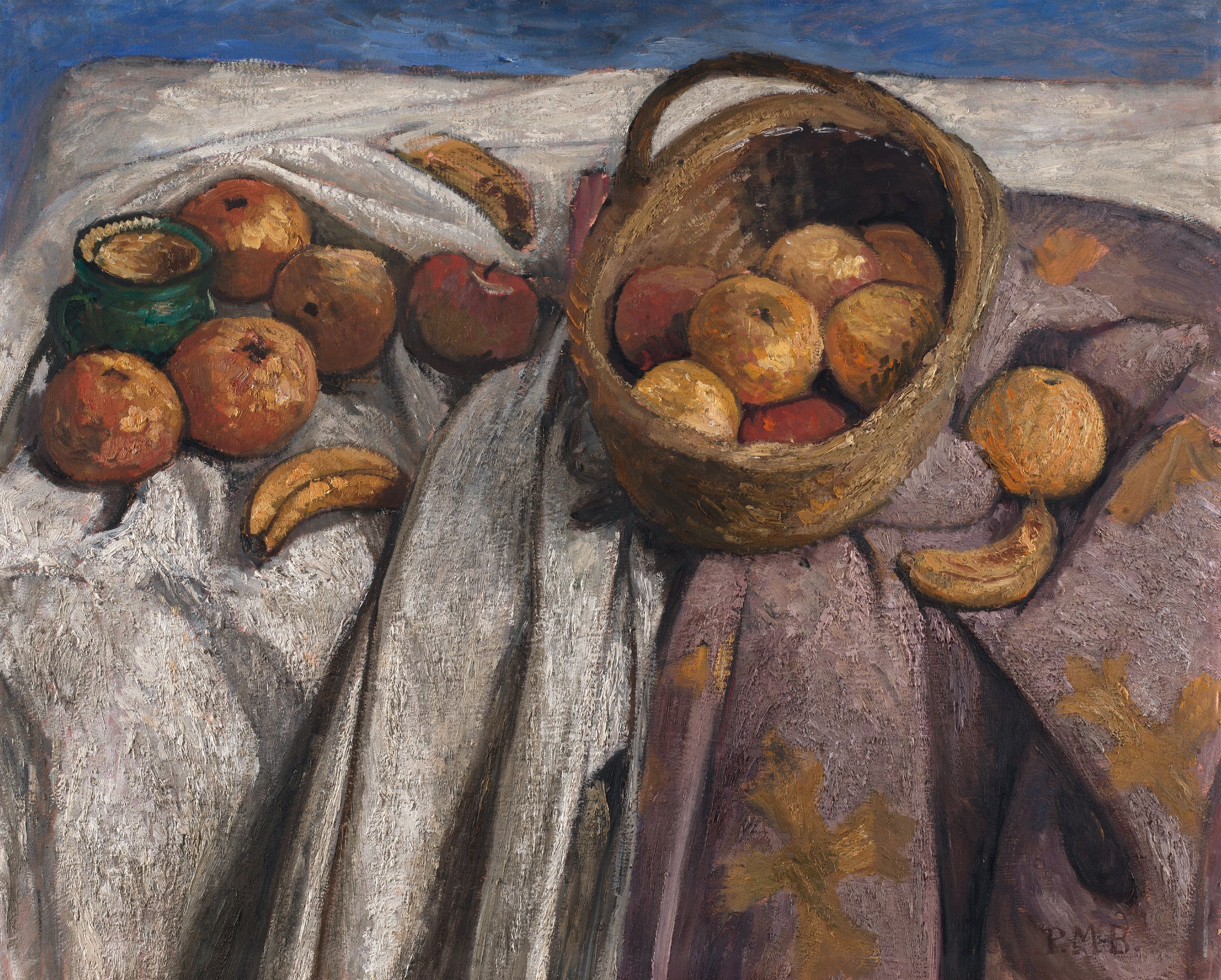
苹果和香蕉的静物（1905），保拉·莫德索恩-贝克尔
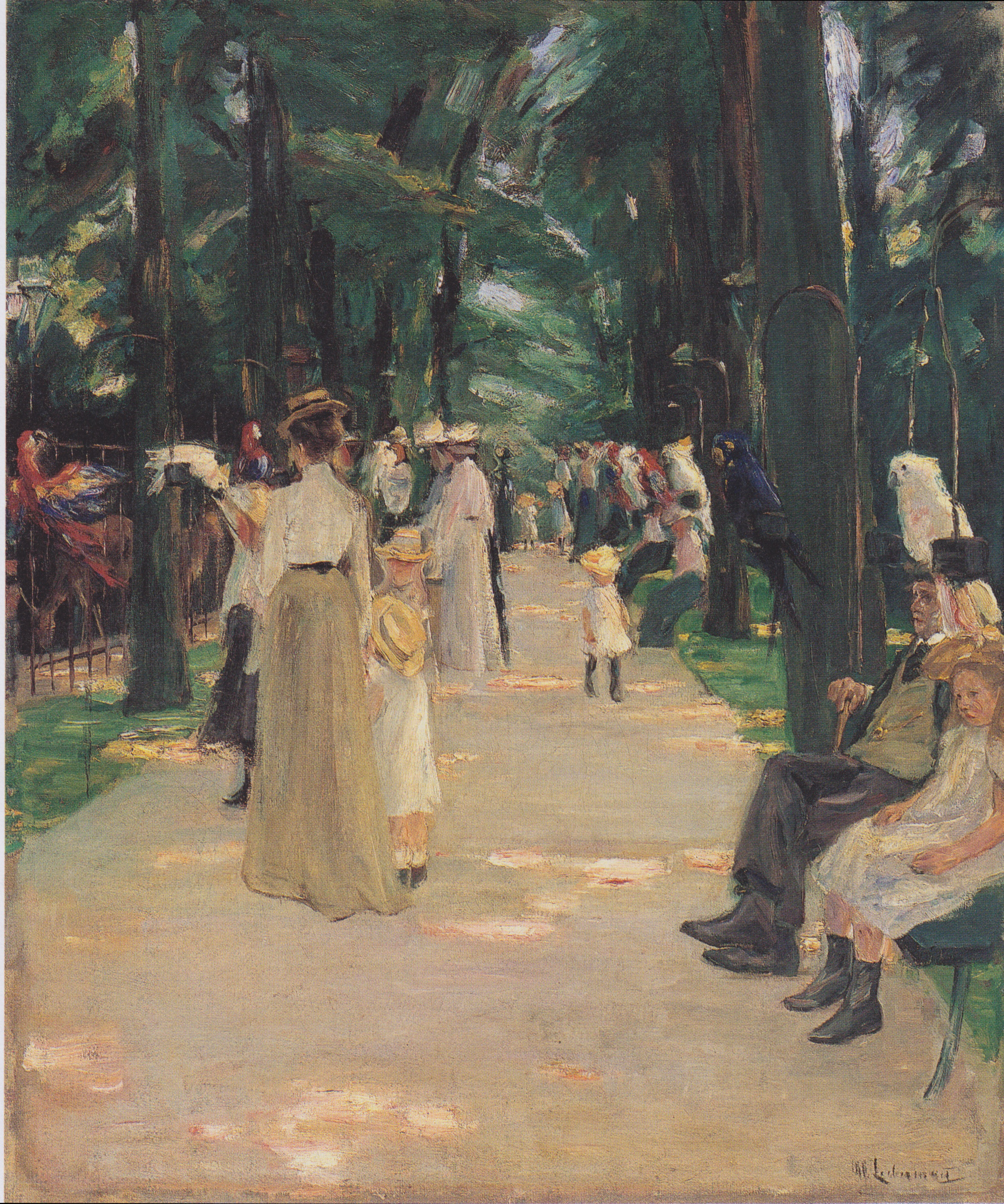
帕帕吉大道（1902），马克思·利伯曼